# Elecciones municipales de 2019 en Vitoria
Las elecciones municipales de 2019 se celebraron en Vitoria el domingo 26 de mayo, de acuerdo con el Real Decreto de convocatoria de elecciones locales en España dispuesto el 1 de abril de 2019 y publicado en el Boletín Oficial del Estado el 2 de abril. Se eligieron los 27 concejales del pleno del Ayuntamiento de Vitoria, a través de un sistema proporcional (método d'Hondt), con listas cerradas y un umbral electoral del 5 %.

## Encuestas
Leyenda:
     Encuesta realizada después de la prohibición legal de las encuestas de opinión.
| Encuestadora/Medio             | Fecha                     | Muestra | Part. | PP       |          | PNV      | PSE–EE (PSOE) |          | Irabazi | Cs    | Vox   | Dif. |  |  |  |  |
| ------------------------------ | ------------------------- | ------- | ----- | -------- | -------- | -------- | ------------- | -------- | ------- | ----- | ----- | ---- |  |  |  |  |
| Encuestadora/Medio             | Fecha                     | Muestra | Part. |          |          |          |               |          |         |       |       |      |  |  |  |  |
| Elecciones municipales de 2019 | 26 de mayo de 2019        | —       | 63,3  | 18,5 5   | 20,5 6   | 23,6 7   | 21,4 6        | 9,9 3    | [ 2 ]   | 2,5 0 | 1,4 0 | 3,1  |  |  |  |  |
|                                |                           |         |       |          |          |          |               |          |         |       |       |      |  |  |  |  |
| Gizaker/EiTB                   | 24–26 de mayo de 2019     | 600     | ?     | 18,3 5/6 | 23,9 7/8 | 24,4 7/8 | 14,1 4        | 11,6 3   | [ 2 ]   | 3,1 0 | –     | 0,5  |  |  |  |  |
| Gizaker/EiTB                   | 9–14 de mayo de 2019      | 400     | 70,0  | 19,0 5   | 23,5 7   | 23,1 7   | 14,3 4        | 12,9 4   | [ 2 ]   | 3,5 0 | 0,7 0 | 0,4  |  |  |  |  |
| Ikerfel/Diario Vasco           | 30 Abr–14 de mayo de 2019 | ?       | ?     | 19,5 6   | 23,7 7   | 21,7 6/7 | 15,1 4        | 12,8 3/4 | [ 2 ]   | 3,0 0 | 2,1 0 | 2,0  |  |  |  |  |
| Ikertalde/GPS                  | 29 Abr–10 de mayo de 2019 | 406     | 65,0  | 19,0 5   | 22,2 7   | 22,4 7   | 14,7 4        | 13,7 4   | [ 2 ]   | 3,2 0 | 1,0 0 | 0,2  |  |  |  |  |
| Ikertalde/GPS                  | 29 Jan–9 Feb 2019         | 406     | 65,5  | 21,1 6   | 19,7 6   | 21,2 7   | 12,3 4        | 14,5 4   | [ 2 ]   | 4,1 0 | 1,7 0 | 0,1  |  |  |  |  |
| Gizaker/EiTB                   | 23 Nov–3 Dic 2018         | 400     | ?     | 19,0 5   | 19,9 6   | 24,4 7   | 12,6 3        | 14,2 4   | [ 2 ]   | 6,8 2 | 1,0 0 | 4,5  |  |  |  |  |
| Ikertalde/GPS                  | 25 Sep–6 Oct 2018         | 532     | 64,0  | 24,5 7   | 19,7 6   | 21,8 7   | 12,4 3        | 13,5 4   | [ 2 ]   | 4,0 0 | –     | 2,7  |  |  |  |  |
| Aztiker/Gara                   | 28 May–20 Jun 2018        | 514     | ?     | 24,9 7   | 20,9 6   | 19,9 6   | 12,6 3        | 13,9 4   | [ 2 ]   | 5,2 1 | –     | 4,0  |  |  |  |  |
| Gizaker/EiTB                   | 14–21 de mayo de 2018     | 400     | ?     | 24,9 7   | 19,7 6   | 22,6 7   | 10,1 3        | 8,3 2    | 5,5 1   | 5,1 1 | –     | 2,7  |  |  |  |  |
| Gizaker/EiTB                   | 16–20 de mayo de 2017     | 400     | ?     | 25,7 8   | 19,9 6   | 22,5 7   | 11,8 4        | 8,3 2    | 4,6 0   | 3,7 0 | –     | 3,2  |  |  |  |  |
|                                |                           |         |       |          |          |          |               |          |         |       |       |      |  |  |  |  |
| Elecciones municipales de 2015 | 24 de mayo de 2015        | —       | 64,8  | 29,8 9   | 19,5 6   | 16,6 5   | 11,9 4        | 8,7 2    | 5,1 1   | 3,2 0 | 0,3 0 | 10,3 |  |  |  |  |
|                                |                           |         |       |          |          |          |               |          |         |       |       |      |  |  |  |  |

## Resultados
Los resultados completos correspondientes al escrutinio definitivo se detallan a continuación:
|  | 23,65 % |

|  | 21,37 % |

|  | 20,54 % |

|  | 18,50 % |

|  | 9,86 % |

|  | 2,55 % |

|  | 1,43 % |

|  | 0,8 % |

|  | 0,29 % |

|  | 0,24 % |

|  | 0,09 % |

|  | 0,69 % |

|  | 63,25 % |

## Concejales electos
| N.º | Nombre                                    | Lista | Lista              |
| --- | ----------------------------------------- | ----- | ------------------ |
| 1   | Gorka Urtaran Agirre                      |       | PNV-EAJ            |
| 2   | Maider Etxebarria García                  |       | PSE-EE             |
| 3   | Miren Larrion Ruiz de Gauna               |       | EH Bildu           |
| 4   | Leticia Comerón Refojos                   |       | PP                 |
| 5   | Ana Oregi Bastarrika                      |       | PNV-EAJ            |
| 6   | Juan Felipe García Miravalles             |       | PSE-EE             |
| 7   | Rocío Vitero Pérez                        |       | EH Bildu           |
| 8   | Fernando López Castillo                   |       | Elkarrekin Podemos |
| 9   | Ainhoa Domaica Goñi                       |       | PP                 |
| 10  | Iñaki Gurtubai Artetxe                    |       | PNV-EAJ            |
| 11  | María Ángeles Gutiérrez Ondarza           |       | PSE-EE             |
| 12  | Félix González San Vicente                |       | EH Bildu           |
| 13  | Miguel Garnica Azofra                     |       | PP                 |
| 14  | Itziar Gonzalo de Zuazo                   |       | PNV-EAJ            |
| 15  | Borja Rodríguez Ramajo                    |       | PSE-EE             |
| 16  | Iratxe López de Aberasturi Sáez de Vicuña |       | EH Bildu           |
| 17  | María Gema Zubiaurre Urquiri              |       | Elkarrekin Podemos |
| 18  | Livia López Gutiérrez                     |       | PNV-EAJ            |
| 19  | Alfredo Iturricha Yaniz                   |       | PP                 |
| 20  | Estíbaliz Canto Llorente                  |       | PSE-EE             |
| 21  | Alberto Porras Conde Titos                |       | EH Bildu           |
| 22  | César Fernández de Landa Manzanedo        |       | PNV-EAJ            |
| 23  | Elisabeth Ochoa de Eribe Román            |       | PP                 |
| 24  | Juan Ignacio Armentia Fructuoso           |       | PSE-EE             |
| 25  | Amancay Villalba Eguiluz                  |       | EH Bildu           |
| 26  | Miren Fernández de Landa Ruiz             |       | PNV-EAJ            |
| 27  | Óscar Fernández Martín                    |       | Elkarrekin Podemos |